# 第21回ゴッサム・インディペンデント映画賞
第21回ゴッサム・インディペンデント映画賞は、2011年の映画を対象とした映画賞であり、2011年11月28日に発表された。

## 受賞とノミネート一覧
太字が受賞。

### 作品賞
- 『人生はビギナーズ』（タイ）
- 『ツリー・オブ・ライフ』（タイ）
  - 『ファミリー・ツリー』
  - Meek's Cutoff
  - 『テイク・シェルター』

### アンサンブル演技賞
- 『人生はビギナーズ』
  - 『ファミリー・ツリー』
  - 『マージン・コール』
  - 『マーサ、あるいはマーシー・メイ』
  - 『テイク・シェルター』

### ブレイクスルー俳優賞
- フェリシティ・ジョーンズ - 『今日、キミに会えたら』
  - エリザベス・オルセン - 『マーサ、あるいはマーシー・メイ』
  - ハーモニー・サンタナ - Gun Hill Road
  - シェイリーン・ウッドリー - 『ファミリー・ツリー』
  - ジェイコブ・ワイソッキ - Terri

### ブレイクスルー監督賞
- ディー・リース - 『アリーケの詩』
  - マイク・カヒル - 『アナザー プラネット』
  - ショーン・ダーキン - 『マーサ、あるいはマーシー・メイ』
  - ヴェラ・ファーミガ - 『ハイヤー・グラウンド』
  - エヴァン・グローデル - 『ベルフラワー』

### ドキュメンタリー賞
- Better This World
  - 『ビル・カニンガム&ニューヨーク』
  - 『ヘル・アンド・バック・アゲイン』
  - The Interrupters
  - The Woodmans

### 未公開作品賞
- Scenes of a Crime
  - Codependent Lesbian Space Alien Seeks Same
  - Green
  - The Redemption of General Butt Naked
  - Without